# Cheryl Chase

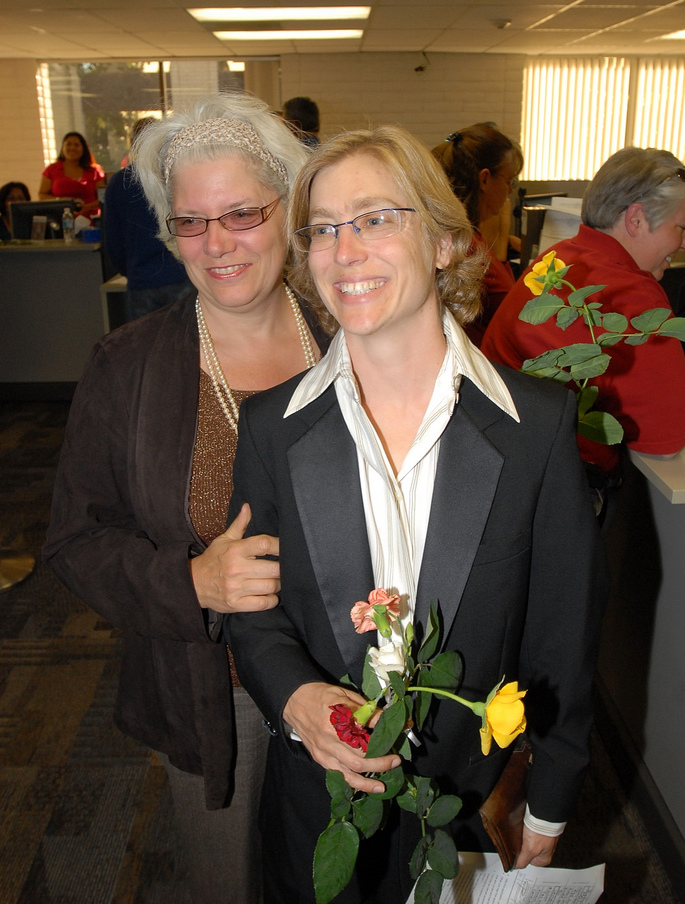
Fotografía del matrimonio de Cheryl Chase con Robin Mathias.

Cheryl Chase (14 de agosto de 1956) es una activista intersexual estadounidense y la fundadora de la Sociedad Intersexual de Norteamérica.

## Educación
Chase se graduó en el Instituto Tecnológico de Massachusetts con una licenciatura en matemáticas y estudió Japonés en la Universidad de Harvard. 

## Niñez
Chase nació con genitales ambiguos que confundieron profundamente a los médicos de la época. Un reportaje del periódico New York Times explica que sus padres originalmente la nombraron Brian, ya que "Chase tiene cromosomas XX y la razón de su intersexualidad nunca ha sido explicada". Otras fuentes dicen que su nombre original era Charlie.
Chase declaró durante una entrevista con la publicación Salon que había nacido "con órganos sexuales que eran una mezcla femenina y masculina" y que después que se descubrió que poseía ovarios y útero, se le practicó una cliterectomía a los 18 meses de edad. Sus padres, aconsejados por los médicos, se mudaron a otra población y la criaron como mujer bajo el nombre de Bonnie Sullivan. Chase ya había comenzado a hablar antes de la operación, pero después de la traumática intervención quirúrgica no dijo palabra en seis meses.
Durante su entrevista con Salon, Chase dijo que la parte testicular de sus ovo-testículos se manifestó a la edad de ocho años. A los 10 años se enteró de que le habían practicado una cliterectomía, y a la edad de 21 pudo obtener acceso a sus antecedentes médicos.
Chase después se mudó a San Francisco y comenzó a vivir como una mujer lesbiana. Después se mudó a Japón, donde trabajó en computación y haciendo traducciones.
Chase dijo durante la entrevista con Salon que en algún momento había contemplado suicidarse "enfrente del médico mutilador" que le dejó los genitales entumecidos y cicatrizados.
Chase regresó a EE. UU. cuando tenía 35 años para confrontar a su madre acerca de lo que le había pasado cuando era un bebé y para entender más a fondo su realidad presente.
Chase se casó con Robin Mathias, que había sido su pareja durante cinco años, en San Francisco en 2004. Viven juntas en una granja en la región de Sonoma.